# Puerto Pinasco
Puerto Pinasco este un oraș din departamentul Presidente Hayes, Paraguay.